# 第42回ニューヨーク映画批評家協会賞
『第42回ニューヨーク映画批評家協会賞』は、1976年の優秀な映画に贈られた賞である。1977年1月30日に発表された。

## 受賞
- 作品賞：
  - 大統領の陰謀
  - 次点
    - ネットワーク
    - セブン・ビューティーズ
- 主演男優賞：
  - ロバート・デ・ニーロ - タクシードライバー
  - 次点
    - デビッド・キャラダイン - ウディ・ガスリー/わが心のふるさと
    - ロバート・デュヴァル - ネットワーク、シャーロック・ホームズの素敵な挑戦
- 主演女優賞：
  - リヴ・ウルマン - 鏡の中の女
  - 次点
    - フェイ・ダナウェイ - ネットワーク
    - シシー・スペイセク - キャリー
- 助演男優賞
  - ジェイソン・ロバーズ - 大統領の陰謀
  - 次点
    - ハーヴェイ・カイテル - タクシードライバー
    - リチャード・プライヤー - 大陸横断超特急
- 助演女優賞
  - タリア・シャイア - ロッキー
  - 次点
    - ジョディ・フォスター - タクシードライバー
    - マリー＝フランス・ピジェ - さよならの微笑
- 監督賞：
  - アラン・J・パクラ - 大統領の陰謀
  - 次点
    - マーティン・スコセッシ - タクシードライバー
    - リナ・ウェルトミューラー - セブン・ビューティーズ
- 脚本賞：
  - パディ・チャイエフスキー - ネットワーク
  - 次点
    - ハロルド・ピンター - ラスト・タイクーン
    - リナ・ウェルトミューラー - セブン・ビューティーズ